# Daniela Zeca-Buzura
Daniela Zeca-Buzura (n. 1 noiembrie 1966, Monte Carlo, Commune of Monaco⁠(d), Monaco) este o prozatoare, eseistă, critic literar și realizatoare de emisiuni radio și TV de origine română. Până în august 2012 a ocupat funcția de director al postului de televiziune TVR Cultural.

## Biografie profesională
Din anul 2001 este doctor al Facultății de Litere din cadrul Universității din București, cu o teză despre poetica romanului polițist, coordonată de profesorul universitar dr. Paul Cornea, publicată ulterior în volumul Melonul domnului comisar. În același an a devenit lector universitar la catedra de presă a Facultății de Jurnalism și Științele Comunicării din cadrul aceleiași universități. În anul 2000, după debutul în roman, decide să-și semneze opera de ficțiune cu numele Daniela Zeca, iar publicistica, eseul și critica literară cu numele integral, Daniela Zeca-Buzura. 
A fost realizator de emisiuni de radio și pentru micul ecran, printre care merită amintite producțiile „Ceva de citit”, „Didactica magna” și „Față in față cu autorul”. Începând cu anul 2003, Daniela Zeca a realizat și moderat talkshow-ul cultural „Ceva de citit”, dedicat actualității editoriale autohtone și care și-a propus să parcurgă drumul invers, de la operă la autor. Printre invitați s-au numărat Mircea Dinescu, Andrei Pleșu, Gabriela Adameșteanu, Nicolae Manolescu, Mircea Mihăieș, Alex Ștefănescu, Ion Bogdan Lefter. 
În 2006 a primit distincția „Personalitatea europeană a anului pentru România” – secțiunea televiziune, acordată de Fundația Eurolink și Comisia Europeană. Din anul 2004 până în 2012 a fost director al canalului TVR Cultural din cadrul Televiziunii Române.

## Viața personală
Din anul 1999 este căsătorită cu Mihai-Adrian Buzura, fiul romancierului Augustin Buzura, director de imagine la Televiziunea Română.

## Cărți publicate
- La taclale cu idolii, Editura Polirom, colecția COLLEGIUM.Media, 2015.
- Omar cel orb (roman), Editura Polirom, colecția Ego.Proză, 2012[6]
- Zece zile sub văl / Ten days under the veil (fotojurnal de călătorie), Ediție bilingvă, Editura Litera, 2011.
- Demonii vântului (roman), Editura Polirom, colecția Ego.Proză, 2010.
- Istoria romanțată a unui safari (roman), Editura Polirom, ediția I colecția Ego.Proză, 2009 și ediția a II-a. colecția 10+, 2011.
- Veridic. Virtual. Ludic. Efectul de real al televiziunii, Editura Polirom, colecția COLLEGIUM.Media, 2009.
- Totul la vedere. Televiziunea după Big Brother, Editura Polirom, 2007.
- Jurnalismul de televiziune, Editura Polirom, colecția COLLEGIUM.Media, 2005.
- Melonul domnului comisar (critică literară), Editura Curtea Veche, 2005.
- Îngeri pe carosabil (proză), Editura Coresi, 2000.
- Orfeea (poezie), Editura Viitorul Românesc, 1994.

## Articole
A publicat articole în Dilemateca, Psychologies, etc.

## Interviuri
- "TVR Cultural e o cauză colectivă", Observator cultural, nr. 637, 17 august 2012.
- Între delfin și regina nopții: 30 de minute cu Houellebecq, de Ilă Citilă, Bookiseala.ro, 25 iunie 2012.
- Interviu în exclusivitate cu scriitorul Michel Houellebecq la TVR 1 și TVR Cultural, 14 iunie 2012.
- Directoarea TVR, Daniela Zeca Buzura, despre premiile TVR Cultural, de Ioana Marghita, Radio România Muzical, 8 mai 2012.
- "Elitele creează, nu se uită la televizor", de Cristian Predoi, Adevarul, 6 mai 2012.